# Гелена Радзивіллова
Княгиня Гелена Радзивіллова, уроджена Пшездзецька (нар. 6 січня 1753, Вільно (нині — Литва) — пом. 1 квітня 1821, Варшава (нині — Польща)) — статс-дама, польська аристократка, дружина віленського воєводи Михайла Радзивілла; засновниця парку Аркадія.

## Життєпис
Гелена Радзивіллова народилася 1753 року в родині Антонія Тадеуша Пшездзецького (1718—1772) і Катерини Огінської. Після смерті матері, її виховувала тітка Олександра Чарторийська, дружина гетьмана Михайла Огінського. Отримала добру освіту, знала чотири мови, добре співала, грала на фортепіано й органі.
26 квітня 1771 року одружилася з Михайлом Єронімом Радзивіллом (1744—1831). Після весілля вона жила з чоловіком у Чернавчіцах, потім в Неборові і в палаці Радзивіллів у Варшаві. Відрізняючись красою і освіченістю, захоплювалася літературою і мистецтвом, по натурі жива і дотепна, княгиня Радзивілл мала великий успіх у вищому світі, включаючи короля Станіслава Понятовського, з яким мала любовні зв'язку. Її вільну поведінку, зневагу суспільними пристойностями шокували навіть російську імператрицю Катерину II.
Як інтимна подруга графа Отто Магнуса фон Штакельберга, російського посла у Варшаві, сприяла успішному розвитку політичної кар'єри чоловіка. При коронації Павла I була возведена в статс-дами і нагороджена меншим хрестом Ордена Св. Катерини.
Багато подорожуючи і маючи інтерес до колекціонування, княгиня Радзивіллова зібрала у палаці в Неборові чудову колекцію картин, старовинних монет та медалей, порцеляни та срібла. Там була створена величезна бібліотека, що містить тисячі цінних книг, гравюр і карт. У палаці бували Фрідріх Вільгельм II, Олександр I та багато відомих художників і поети.

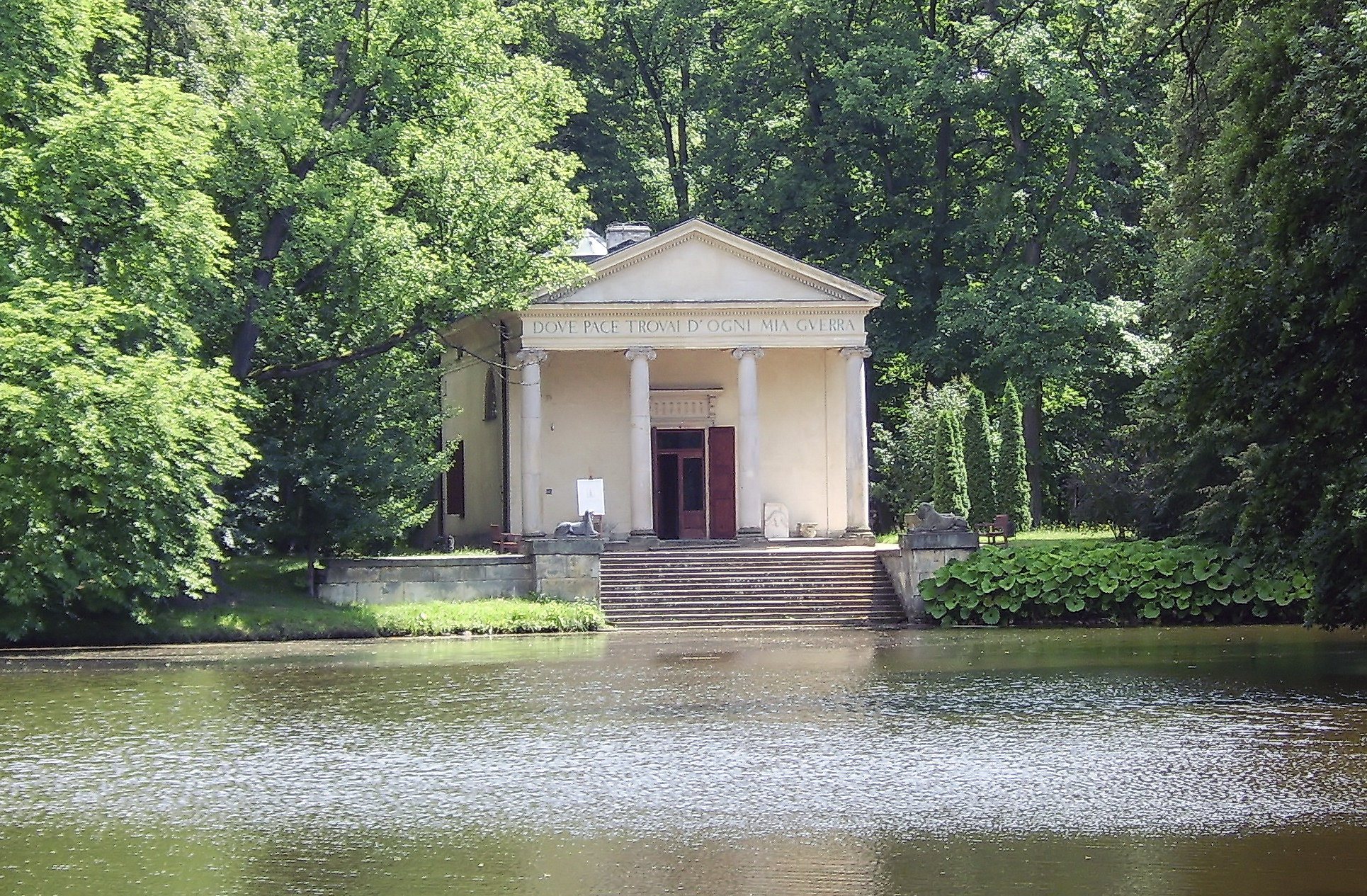
Храм Діани в парку «Аркадія»

Слідуючи моді і беручи приклад зі своєї подруги Ізабели Чарторийської, яка влаштувала Пулавський маєток, Єлена Радзивілл створила свій англійський парк. Недалеко від Неборова з допомогою архітекторів вона розбила романтичний палацовий парк під назвою «Аркадія», якому присвятила близько 40 років свого життя. Він став її радістю і гордістю.
Парк було створено в англійському стилі, його садові павільйони прикрашали твори мистецтва — переважно античного, давньогрецького і римського. У липні 1795року Гелена Радзивіллова приймала у себе Софію Потоцьку. Під час відвідування парку «Аркадія» у Софії і виникла ідея будівництва знаменитого парку «Софіївка», що в Умані (нині на Черкащині).
Останні роки княгиню Радзивіллову покинула колишня життєрадісність. Познайомившись з нею, в 1818 році княжна Варвара Туркестанова писала:
|  | Княгиня дуже добра і люб'язна. Вона дуже змінилася і постаріла. Це стало причиною цілковитому занепаду її статку: чудову Аркадію ось-ось мають конфіскувати ... Вона знаходиться в надзвичайно скрутному становищі. Нещасна жінка розорена, загрузла в боргах. Крім того, на ній лежить відповідальність за опіку майна покійного Домініка Радзивілла. Вона боїться підсумків судового процесу, який веде з Теофіла Чернишова. |

Померла Гелена Радзивіллова у Варшаві в 1821 році, князь Петро Вяземський писав Олександру Тургенєву: 
|  | Тут померла княгиня Радзивіллова, наша Катерининська портретна дама і власниця, і засновниця славної Аркадії ... Вона до кінця життя вплітала завжди троянду в своє сиве волосся і говорила, що це квітуча троянда на снігу. |

## Діти

донька Христина Магдалена

У шлюбі Гелена Радзивіллова мала десять дітей, троє з яких померли в дитинстві. За словами Вяземського, коли князя М. В. Радзивілла звинувачували, що він мало дає грошей синам своїм, той відповідав, що досить і того, що він дає їм своє ім'я, якого вони не достойні. Всі знали, що один з Радзивіллів був сином посла О. М. Штакельберга, інший — син герцога Лозена і т. п.
- Людвік Ніколай Радзивілл (1773—1830), 10-й ординат Клецький; у нього син Леон Ієронім.
- Антоній Генріх Радзивілл (1775—1832), з молодих років жив при берлінському дворі, 1-й ординат на Пшигодзице (1796), 12-й ординат Несвіжський і 10-й ординат Олицький (1814), князь-намісник великого князівства Познанського (1815—1831). Композитор, музикант, актор в аматорських виставах. Був одружений з принцесою Фредерікою Луїзою Бранденбурзькою (1770—1836).
- Христина Магдалена Радзивіллова (1776—1796), у 1796 році була возведена Катериною II у фрейліни. Була присутня на похороні імператриці, де застудилася і 1 грудня 1796 року померла від пневмонії.
- Михайло Гедеон Радзивілл (1778—1850), бригадний генерал (1812), сенатор-каштелян (1821) і сенатор-воєвода Царства Польського (1825), головнокомандуючий польською армією у 1831 році
- Анджей Валент Радзивілл (1780—1837/1838)
- Анжеліка (Анеля) Радзивілл (1781—1808), дружина з 1800 року князя Костянтина Адама Чарторийського (1773—1860).
- Роза Катаріна Радзивіллова (1788—1803)